# Географија Шпаније
Шпанија се налази у умереној зони, између 43°47'24" северне и 36°00'40" јужне географске ширине, и између 7°00'29" источне и 5°36'40" западне географске дужине.

### Рељеф
Најстарији део Шпаније, 600-800 метара висока висораван Мезета, састављена је од преткамбријског и кристаличног камења и старих каменаца. На северу је окружена младим набраним Кантабријским горјем и Пиринејима (Pico de Aneto, 3.404m), а на југу Андалузијским горјем или Бетијским Кордиљерима, који су грађени од мезозојских и терцијарних наслага. 
Андалузијско горје састоји се од неколико масива, који се пружају паралелно с обалом Средоземног мора; централни део Сијера Неваде (Sierra Nevada) с највишим врхом Шпаније (Mulhacu, 3.481m). Између јужног руба Мезете односно Сијера Морене (Sierra Morene) и Андалузијског горја налази се велика Андалузијска тектонска депресија. На североисточном рубу Мезете пружа се Иберско горје, грађено од кредних и јурских наслага, а између Иберског горја, Пиринеја и Кантабријског горја депресија реке Ебро (Храгонска котлина). Са висоравни Мезете издижу се планински масиви Сијера де Гата (Sierra de Gata), Сијера де Гредос (Sierra de Gredos) и Сијера де Гвадарама (Sierra de Guadarrama), који су настали раседањем у терцијару. Обала је углавном стрма и неразуђена. Добро је разуђена само обала Галиције и северозападне Шпаније са мноштвом залива карактеристичног облика.

### Клима
Шпанија се налази у умереном појасу, њен неуједначен рељеф утиче на велику климатску разноврсност.
Често се за климу Шпаније каже да је средоземна (медитеранска). Међутим, то је само донекле тачно јер само приобално подручје истока, југоистока и југа Шпаније има средоземну климу. 
По географској ширини највећи део Шпаније би требало да има средоземну климу, али неке друге природне карактеристике стварају другачије услове. На измене климе превасходно утиче виши рељеф, односно виша надморска висина, па долази и до вертикалне климатске зоналности. Уз то, планине се углавном издижу уз руб државе, односно полуострва, па су значајна препрека ширењу климатских утицаја са околних простора. Због тога средишњи део Шпаније - Мезета, има знатно другачију климу од оне која би одговарала географској ширини тог простора, односно у значајној мери је континентална. 
На истоку и југу Шпаније где преовлађује средоземна клима (често се наводи и као суптропска) средње месечне темературе током године крећу се од 13 °C до 25 °C, а излучи се од 350 - 500 mm падавина. За ово подручје карактеристично је дуго, топло, суво и сунчано лето, када максималне температуре достигну и 48 °C. Средоземна обала Шпаније има највећи број сунчаних сати у Европи. На свим приморјима зиме су угодне, а на југу и топле. 
Северозапад Шпаније, односно атлантска обала, која излази и на Бискајски залив, има свежију климу, па се температуре крећу од 8-20 °C. Са Бискајског залива према полуострву крећу се влажне масе, па се на планинским падинама излучи највише падавина, односно на овом простору 900-2.000 mm. Због благе океанске климе и доста падавина, читаво подручје је под релативно бујном и зеленом вегетацијом, па се ова регија често назива и Зелена обала (Costa Verde).
Унутрашњу Шпанију, са континенталном климом карактеришу средње месечне температуре од 3-23 °C, мада током зиме температуре често буду негативне. У овој регији просечно годишње излучи се испод 500mm падавина, а на неким секторима и испод 300. Источни обод ове регије поприма неке карактеристике медитеранске климе, док се северозападни руб приближава океанској.

### Хидрографија
Може се рећи да основу хидрографске мреже Шпаније чини пет река: 
- Гвадалкивир,
- Гвадијана,
- Тахо (Тежо у Португалији) и
- Дуеро, које припадају сливу Атлантског океана и
- Ебро - притока Средоземног мора.

Реке на северозападу Шпаније имају више воде, краћи ток, релативно велики пад, а њихова естуарска или ријаска ушћа погодују развоју воденог саобраћаја. Реке које се спуштају са високих планина (Пиринеја, Бетијских кордиљера, Кастиљанског горја и др.) имају велике падове и значајан хидроенергетски потенцијал. У кречњачким теренима реке су најчешће формирале кањоне или клисуре, стрме одсеке (квесте) а ту су и водопади и брзаци. Због разуђеног рељефа и јаког пада (брзацц и водопади) реке се користе за добијање електричне енергије, а у сувим крајевима и за наводњавање.

### Флора и фауна
Шпанија има мало шума (око 15%), а уз то ретке су праве шуме. Праве шуме остале су само на неким вишим деловима планина. На Мезети нема шума, а највеће шумске површине, али и травно-ливадске, очуване су на северозападу Шпаније. У унутрашњости Шпаније основу природног пејзажа чине ксерофитне заједнице. Шикару (matorral), углавном тешко проходну сачињавају грмови јасена, ловора, рузмарина и дивље маслине, а на лошем земљишту расте и слаба трава. У тим условима успевају лековите траве, најчешће лаванда, кадуља и мајчина душица. Простори који су обрасли мајчином душицом називају се томиларес (tomillares). 
У пролеће кад шикара и површине под лековитим травама озелене привлаче шаренилом боја и ароматичним мирисима, стигну и бројни лептири и птице. Лети је знатно другачије, јер уз стално ведро небо и врело сунце, вегетација углавном пожути, а у први план долазе огољени камени блокови (сипари). Југоисточни део Мезете, у таквим условима, има оскудну степску вегетацију. Средоземну обалу карактерише флорна разноликост, која је углавном производ људског рада, односно ради се о култивисаним биљним врстама (агруми, маслине, винова лоза, поврће, чак и палме и др.). У средоземним климатско-вегетационим условима живи медитеранска фауна, коју карактерише велики број гмизаваца, инсеката и птица, док су се крупније животиње одржале углавном у планинским пределима.